# Валг
Валг (енгл. Walg) је роман српског и аустралијског писца и антрополога Сретена Божића. Објављен је под његовим књижевним именом Б. Вонгар (енгл. B. Wongar) а припада нуклеарном циклусу. Српски превод имена романа са домородачког језика је Материца. Прво икад издање овог романа немачком језику под насловом Der Schoß у издању Lamuv Verlag, Bomneim-Merlen, 1983 и преводу Анемари Бел на основи оригиналног рукописа. Превод на српски језик са поговором Симон де Бовоар (фр. Simone de Beauvoir) је публиковала издавачка кућа Јасен 2012. године. Превод на српски језик је прегледао и одобрио писац.

## Осврти на књигу
Кеитер (енгл. Tess Caiter) у своме осврту на роман пише да се енглеска и немачка верзија превода разликују у томе да је енглеска верзија цензурисана. Из романа публикованог на енглеском језику је избачена колонијалистичка порнографија и лажна домородачка митологија која укључује и напеве написане да би се описали догађаји. Исечене су садомазохистичке сцене групног силовања и мучења домородачких жена од стране белих освајача. Сцене мучења укључују детаље везања жене ланцем, чупањем стидних длака, истеривањем гуштера из боце у вагину, те уливањем вреле воде у вагину свезане жене. 
Врло детаљну критику овог романа је дала С. Гунева (енгл. Sneja Gunew). Гунева пише да немачко издање романа има Епилог, кога нема у енглеском издању, у коме писац даје сажету историју колонијалног тлачења аустралијских домородаца од стране белих колонизатора. Контекст Вонгаровим књигама дају писања оних група које је на различите начине тлачио западни империјализам. Књижевна критика у Америци повезује овај роман са Русоовим романтичним виђењем племенитих дивљака и алегорија је која детаљише уништење природе модерним човеком. У Аустралији једва да постоји озбиљна књижевна критика Вонгарових дела. Уместо тога постоји раширена опсесија веродостојности Вонгарових биографских података и његовом квалификованошћу да пише оно што пише. На основи две Вонгарове биографије написане у Аустралији могло би се закључити да је Вонгар само бели узурпатор домородачке културе или шаралтан, као и сви уметници, чија је једина жеља и намера да обману јавност. Гунева пише да је Вонгар научио језик домородаца и проучио њихову културу и да је, као политички ангажован писац, сјединио у свом роману језик и културу домородаца са средњоевропском политичком алегоријом. Вонгаров приступ и начин интерпретације домородачке усмене књижевности подсећа нас на Кафку, Брехта, Лема или Гогоља.
Ј. Арсенијевић Митрић пише да Божић у Валгу (заједно са Клезиоом (фр. Jean-Marie Gustave Le Clézio) у Пустињи) предочава модел путовања који одудара од устаљеног колонијалног обрасца потраге и путовања у непознато. Путовање у Божићевим делима нема колонијалну функцију потврђивања надмоћи над другима, већ је чин потраге за идентитетом и духовном обновом. У колонијалном обрасцу путовања путник је мушкарац, који према себи жели да одмери и уреди остатак света, који је за себе прибавио позицију надмоћног субјекта жељног да доминира запоседнутим територијама. Р. Грејвз (енгл. Robert Graves) у књизи Бела богиња пише да је Запад само номинално хришћански. Њиме влада безбожнички тријумвират: Плутон - бог богатства, Аполон - бог наука и Меркур - бог лопова. Ови богови завиде један другом и јавно се свађају при чему Плутон и Меркур називају један другог лоповима а Аполон витла атомском бомбом. Божић се са Клезиоом супротставља кривом току цивилизације и колонијалне културе. Путовање је за Божића увек потрага чији је циљ духовна обнова, боље место и праведнији свет. Његова јунакиња је домороткиња Ђумала, заробљена у једној врсти истраживачког центра за генетски инжењеринг, заправо гета, бежи и почиње своје дуго путовање кроз пустињу, натраг у земљу свог племена. Она носи у себи нови живот а њена је потрага кружно путовање где се она враћа одакле је пошла.
Eileen Battersby, главни литерарни критичар The Irish Times пише да је потрага једне жене, писана у прогањајућој поетској прози,
постала успех и као уметност и као политички став.